# Mystrocneme sectum
Mystrocneme sectum là một loài bướm đêm thuộc phân họ Arctiinae, họ Erebidae.